# بكائية من أجل إغناثيو سانشيث ميخياس
بكائية من أجل إغناثيو سانشيث ميخيّاس (بالإسبانية: Llanto por Ignacio Sánchez Mejías)‏ هو عمل شعري نُشر سنة 1935، ويتكون من أربع مراثٍ كتبها الشاعر الإسباني فيديريكو غارثيا لوركا رثاءً لصديقه إغناثيو سانشيث ميخيّاس، الذي كان مصارعًا للثيران وكاتبًا بارزًا من كُتاب جيل 27، وكان قد توفي سنة 1934 من جرّاء غرغرينة أصابته إثر نطحة ثور أصابته أثناء مصارعته للثيران.

## وصلات خارجية
- النص الكامل (بالإسبانية)
- الترجمة العربية (بقلم عبد القادر الجنابي)